# 한무숙재단
한무숙재단은 한무숙문학관을 설립 운영하고, 문화 창달, 장학금 지급 및 불우이웃 돕기를 위하여 1993년 7월 27일 설립된 문화체육관광부 소관의 재단법인이다. 사무실은 서울특별시 종로구 명륜동 1가 33-100에 있다.

## 주요 사업
- 향정 한무숙기념관 설립운영 및 유품 보존 관리
- 향정 한무숙의 문학 연구 및 문학상 제정
- 장학금 지급 및 불우이웃 돕기

## 같이 보기
- 한무숙
- 한무숙문학관